# Дадли Справедливый
«Дадли Справедливый» (англ. Dudley Do-Right) — американская комедия 1999 года режиссёра Хью Уилсона с Сарой Джессикой Паркер в главной роли.

## Сюжет
С раннего детства Дадли и Снайдли связывала не только дружба, но и общая любовь — красивая девочка по имени Нэлл. Дадли, примерный и справедливый, мечтал стать конным полицейским. Снайдли, его противоположность, хулиган, любил наводить пакости, потому и хотел по взрослении превратиться в злодея.

С годами мечты сбылись. А Нэлл, прекрасный объект желаний, стала ещё прекраснее. Двум некогда настоящим друзьям придётся побороться за её сердце — кому из них она готова его отдать?

## В ролях
- Брендан Фрэйзер — Дадли;
- Сара Джессика Паркер — Нэлл;
- Альфред Молина — Снайдли.

## Интересные факты
- Брендан Фрэйзер получил гонорар в размере $ 4 миллионов;
- Слоган фильма — «From the creator of George of the Jungle comes a new kind of hero»;
- Хью Уилсон срежиссировал картины «Взрыв из прошлого» и «Клуб первых жён», поэтому с актёрами Бренданом Фрэйзером и Сарой Джессикой Паркер, исполнившими в них главные роли, работал ранее.